# Đuderina jama
Đuderina jama je jama na planini Mosoru. Znamenita po tome što je u njoj 1979. otkrivena čovječja ribica. Prostornim planom Splitsko-dalmatinske županije predložena je za zaštitu kao geološko-zoološki spomenik prirode.